# Ingwe
Ingwe (theo tiếng Zulu có nghĩa là "Con báo") là loại tên lửa chống tăng dùng hệ thống laser dẫn đường. Tên lửa này do Denel Dynamics chế tạo tại Nam Phi. Nó được thiết kế để sử dụng tại nhiều vị trí khác nhau như được sử dụng bởi bộ binh, gắn trên các phương tiện cơ giới hay trang bị trên trực thăng. Với tầm hoạt động từ 250 đến 5.000 m, loại tên lửa này được trang bị đầu đạn nổ lại có thể xuyên 1.000 m giáp thép.